# Japanische Kolonien
Japan hatte im Laufe seiner Geschichte zwei Perioden, in denen es als Kolonialmacht auftrat. Allerdings war der Sinn und Zweck der Kolonien in den einzelnen Perioden jeweils ein anderer.

## Antike
Nach Interpretationen des Nihonshoki soll es von ungefähr 370 bis 562 n. Chr. einen Außenposten Japans der Yamato-Ära namens Mimana auf der Koreanischen Halbinsel gegeben haben. Die Existenz ist jedoch umstritten. Möglicherweise handelte es sich um den Staat Gaya, der unter starkem Einfluss Japans stand und Eisen exportierte. Auch die Chinesische Chronik Song Shu nennt eine Kolonie der Wa (Japan) im Süden der Koreanischen Halbinsel. Laut Rurarz (2009) wird Mimana auch in der Originalfassung des Koreanischen Samguk Sagi als auch in zwei koreanischen Epigraphiken genannt. Koreanische Historiker, allen voran der nationalistische Gim Seokhyeong sind strikt gegen die Behauptung, Japan hätte eine Kolonie auf koreanischen Territorium gehabt. Gim kontert, Japan sei eine koreanische Kolonie gewesen, musste aber selbst von koreanischen Historikern Kritik einstecken.
Bis ins 12. Jahrhundert herrschte das Tamna Königreich (Japanisch: Tanimora) über Jejudo. Es wird angenommen, dass bis ins Jahr 700 Alt-Japanisch auf Jeju gesprochen wurde, was nach und nach von koreanischen Einwanderern aus Silla und Baekje verdrängt wurde. Noch heute gibt es manche Lehnwörter aus dem Japanischen. So wird auch angenommen, dass die Sprache Gayas mit dem Japanischen verwandt war.

## Neuzeit
Japan öffnete sich aufgrund seiner selbstgewählten, beinahe 250-jährigen Isolation dem Westen erst auf militärischen Druck der Vereinigten Staaten im Jahre 1854. Danach wuchs es schnell zu einer leistungsfähigen und modernen Industrienation nach westlichem Vorbild heran; das Japanische Kaiserreich wurde der erste asiatische Industriestaat.
Die vorherrschende europäische Meinung während des 17. und 18. Jahrhunderts war, dass Japan selbst über kurz oder lang als Kolonie einer westlichen Großmacht zufallen würde. Japan wollte dies verhindern und nach den Worten des Meiji-Oligarchen Inoue Kaoru ein „Reich gründen wie die europäischen Länder“ und Kolonien haben, um gleichrangig zu werden und um nicht selbst abhängig zu werden. Daher strebte es zur Steigerung seiner Wirtschaftskraft und seiner politischen Bedeutung eine Ausdehnung seiner Einflusssphäre vor allem in Ostasien und im Pazifikraum an. Dies führte im Zeitraum von 1895 bis 1945 zur Inbesitznahme umfangreicher Kolonialgebiete durch Japan. Die imperialen Ansprüche des Japanischen Kaiserreichs gipfelten mit der Propagierung einer Großostasiatischen Wohlstandssphäre im Jahr 1940 mit der Errichtung von Kolonien und japanischen Satellitenstaaten. Nach der Niederlage im Zweiten Weltkrieg gab Japan jeglichen Anspruch auf seine Kolonialgebiete durch die Ratifikation des Friedensvertrags von San Francisco auf. Mit dem Inkrafttreten des Friedensvertrags endete die japanische Kolonialgeschichte am 28. April 1952.

### Die Kolonien
1. Im Jahr 1895 gelangten Formosa (heute Taiwan) und die Pescadoren nach dem Ersten Japanisch-Chinesischen Krieg unter japanische Herrschaft. Die Unabhängigkeit Koreas vom Kaiserreich China wird von diesem anerkannt.
2. Nach dem Sieg im Russisch-Japanischen Krieg im Jahr 1905 erhielt Japan Südsachalin und die Schutzherrschaft über Korea.
3. Im Jahr 1910 folgte die Eingliederung Koreas als japanische Kolonie durch Annexion.
4. Im und nach dem Ersten Weltkrieg (Versailler Vertrag) fallen die ehemals deutschen Kolonien Kiautschou und die Inselgruppen der Palauinseln, Karolinen, Marshallinseln und die Nördliche Marianen an Japan. Kiautschou muss allerdings 1922 an China zurückgegeben werden.
5. 1931 besetzt Japan die Mandschurei während der Mandschurei-Krise und errichtet den Mandschukuo-Staat.
6. 1937 kommt es zum Zweiten Japanisch-Chinesischen Krieg, der im Zweiten Weltkrieg fortgeführt wird.
7. Während des Zweiten Weltkriegs erobert Japan umfangreiche Gebiete in Ost- und Südostasien, unter anderem Französisch-Indochina, Niederländisch-Indien, Malaysia, die Philippinen und eine Vielzahl von Inselgruppen im Pazifik. Diese werden Japan jedoch im Verlauf des Pazifikkrieges von den Vereinigten Staaten wieder entrissen.

### Verlauf der Expansionspolitik
Der tatsächliche Beginn der Japanischen Kolonialpolitik ist schwer einzuschätzen; so wurden schon früh (1873-1875) unbewohnte, kleine Inseln wie die Bonin-Inseln, die Marcus-Insel und auch die Kurilen auf friedlichem Wege erworben.

#### Bis Ende des Ersten Weltkrieges

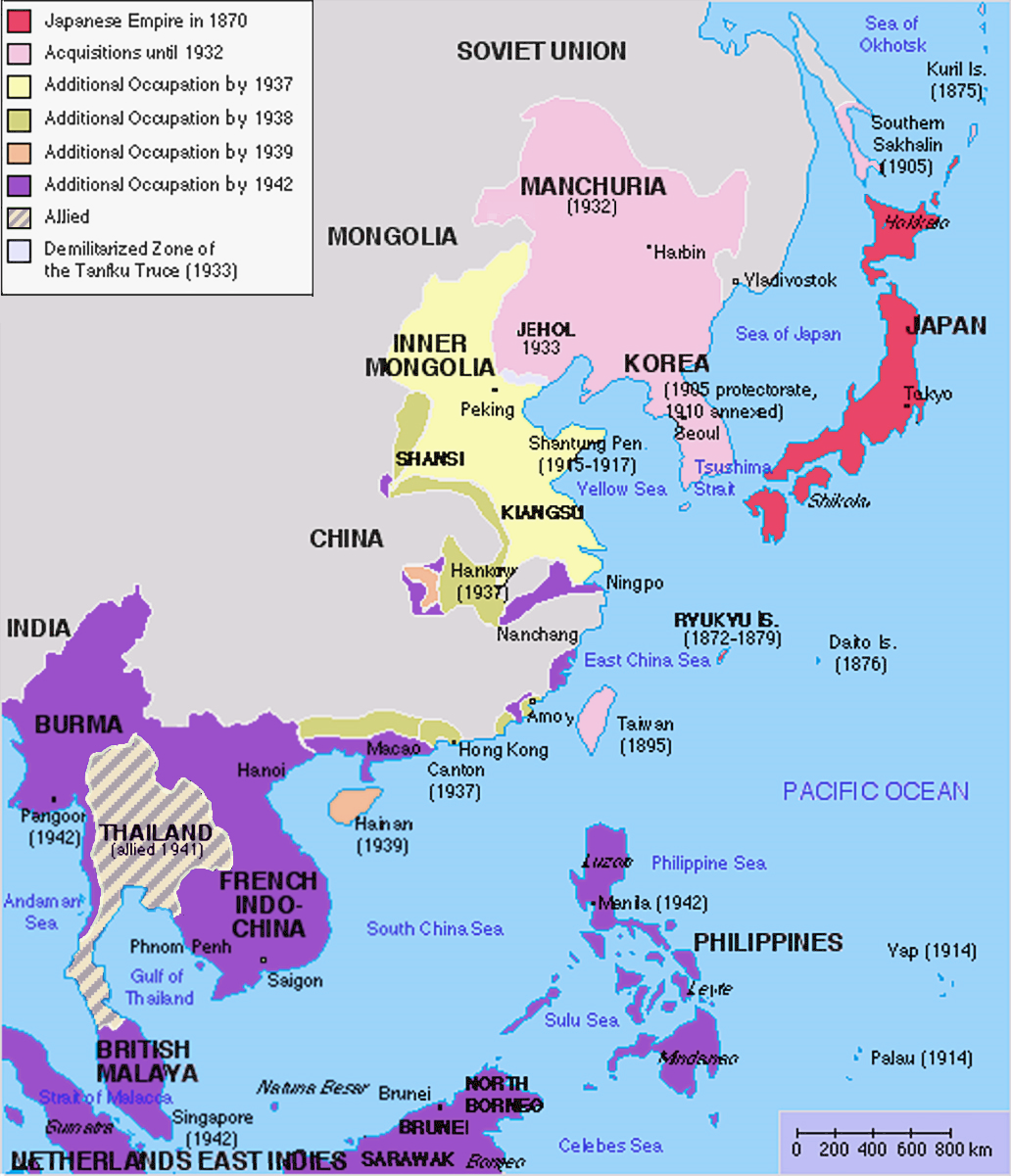
Japanisches Kolonialreich

Als erstes Anzeichen der Entwicklung Japans zu einer ernstzunehmenden Kolonialmacht kann 1876-1879 der Akt der Eroberung der Ryukyu-Inseln mit Okinawa auf Kosten des Kaiserreichs China gesehen werden.
Ebenfalls 1876 erzwingt Japan die Öffnung Koreas und erste Handelsabkommen mit diesem durch die Entsendung dreier Kanonenboote der Kaiserlich Japanischen Marine. Korea interessiert Japan durch seine geographische Nähe und durch einige Bodenschätze wie Kohle.
Im Verlauf des Ersten Japanisch-Chinesischen Krieges erlangt Japan 1895 die Insel Formosa (das heutige Taiwan) sowie die nahegelegenen Pescadores-Inseln von China als Kolonien. Korea selbst, um das es Japan in diesem Konflikt hauptsächlich geht, erlangt die Unabhängigkeit von China und fällt in den japanischen Einflussbereich. Japan wird damit in den Augen der westlichen Welt erstmals zu einer ernstzunehmenden Kolonialmacht.
Japan unterhielt auch zwischen 1895 und 1945 zahlreiche Konzessionen in China, wo die Gleichrangigkeit mit anderen imperialistischen Mächte zusätzlich unterstrichen wurde:
- Konzession in Shanghai (1895–1943)
- Konzession in Tientsin (1898–1943)
- Konzession in Hankou (1898–1943)
- Konzession in Chongqing (1897–1943)
- Konzession in Suzhou (1897–1943)
- Konzession in Hangzhou (1897–1943)
- Konzession in Shashi (1897–1943)

Japan gerät mit dem Russischen Reich in einen Konflikt um die Herrschaft der Mandschurei. Als Folge des Konflikts kommt es 1904 zum Russisch-Japanischen Krieg, den Japan gewinnt. Ausschlaggebend war ein überraschend erfolgter Angriff auf den russischen Militärhafen Port Arthur. Dies stellt in der Neuzeit die erste erfolgreich geführte militärische Auseinandersetzung eines asiatischen Landes gegen eine europäische Großmacht dar und ist somit in seiner Bedeutung für das spätere Selbstverständnis und die Vorgehensweise der Japaner nicht zu unterschätzen.
Japan erwirbt die Halbinsel Liaodong (im Süden der Mandschurei) und die südliche Hälfte der Insel Sachalin, die somit den japanischen Namen Karafuto erhält, und auf der 1907 die Präfektur Karafuto entsteht, sowie die diplomatische Zuordnung Koreas zum japanischen Kaiserreich. 1905 wird Korea zu einem Protektorat Japans; im Jahre 1910 wird es schließlich offiziell als Kolonie Chōsen annektiert.
Russland muss sich aus der Mandschurei zurückziehen und Japan baut die Südmandschurische Eisenbahn auf, um Rohstoffe aus der Mandschurei nach Korea bringen zu können, von wo sie nach Japan verschifft werden. Um diese Bahn zu schützen, wird die Kwantung-Armee gegründet, die in den chinesischen Kolonien und Einflussgebieten Japans stationiert wird.
Im Ersten Weltkrieg beteiligt sich Japan auf Seiten der Alliierten (Entente) und bekommt nach Kriegsende durch den Versailler Vertrag einige vormals deutsche Kolonien zugesprochen: Die Marianen, die Karolinen, Palau und die Marshallinseln werden japanische Kolonien, sowie noch während des Krieges (am 7. November 1914) die ehemalige deutsche Kolonie Kiautschou, die aber am 10. Dezember 1922 auf Drängen der amerikanischen Diplomatie an China zurückgegeben wird.

#### Zwischenkriegszeit
Schon vor der Weltwirtschaftskrise 1929 wird in der Führungsriege Japans die Stimme der Expansionisten vernehmbar (1927 mit der Wahl Tanaka Giichis zum Premierminister), die für die Errichtung eines weiträumigeren Einflussgebiets, neuer Absatzgebiete für die heimischen Industrien und somit die Eroberung weiterer Kolonien plädieren. Nach dem Schwarzen Donnerstag und der Weltwirtschaftskrise jedoch, die das Land und viele Kleinbauern (durch Zusammenbruch der amerikanischen Märkte für Seide etc.) schwer schädigen, wächst der innenpolitische Druck nach drastischen außenpolitischen Schritten gewaltig, und besonders in den hochrangigen Kreisen der Militärs wird der Ruf nach Taten laut. Es bilden sich hier, vergleichbar zu den radikal nationalistischen Zirkeln in der Weimarer Republik, diverse Geheimbünde und Verschwörungen wie zum Beispiel der Kirschblütenbund, die es als ihr Ziel sehen, die japanische Politik von der vermeintlichen Schwäche der demokratischen Parteien und des Parlaments zu befreien und das Kaiserreich zu neuem Ruhm und großem internationalen Einfluss zu führen.
Nachdem im September 1931 in der Mandschurei eine Gruppe solcher Verschwörer aus Kreisen der japanischen Armee durch einen inszenierten Sabotageakt auf die Südmandschurische Bahngesellschaft (dem sogenannten Mukden-Zwischenfall) das Eingreifen des Militärs provoziert (Mandschurei-Krise), nimmt die in Guangdong stationierte Truppe innerhalb eines halben Jahres Stück für Stück die gesamte Mandschurei gegen den vom chinesischen Bürgerkrieg geschwächten chinesischen Widerstand in Besitz, ohne dass eine Kriegserklärung vorliegt. Die Verwaltung der Mandschurei fällt in japanische Hände, es kommt zur Errichtung des Marionettenstaates Mandschukuo unter der „Führung“ Puyis, des letzten chinesischen Kaisers der Qing-Dynastie. Der Völkerbund verurteilt das japanische Vorgehen und fordert am 24. Oktober 1931 einen japanischen Truppenabzug sowie die Untersuchung der Vorfälle in der Mandschurei. Die japanische Politik streitet währenddessen ab, den Befehl zur Besetzung der Mandschurei gegeben zu haben und behauptet, die Armee operiere auf eigene Faust, was wohl auch zu einem gewissen Teil der Wirklichkeit entsprochen haben dürfte.
Die chinesische Reaktion darauf sind Handelsboykotte, in den großen chinesischen Hafenstädten werden japanische Schiffe nicht mehr be- und entladen. Die japanischen Exporte gehen auf ein Sechstel des üblichen Niveaus zurück. Die Stimmung heizt sich weiter auf, und so reagiert Japan im Januar 1932 auf einen scheinbar belanglosen Zwischenfall in Shanghai (es wurden fünf japanische Mönche auf offener Straße überfallen und verprügelt, einer von ihnen starb an seinen Verletzungen), welcher Proteststürme in den japanischen Medien und der Öffentlichkeit auslöste:
Es kommt hier unter anderem am 29. Januar zum ersten Flächenbombardement auf Zivilbevölkerung in der Geschichte durch japanische Land- und Schiffsartillerie und auf Flugzeugträgern stationierte Bomber; etwa 18.000 chinesische Zivilisten werden getötet, etwa 240.000 verlieren ihre Häuser. Die Handelsboykotts werden schließlich fallengelassen und eine entmilitarisierte Zone wird um Shanghai errichtet.
Der Völkerbund verurteilt das japanische Vorgehen zwar verbal scharf, trifft jedoch weiterhin keinerlei handfeste Maßnahmen gegen das aggressive Vorgehen der Japaner. Im Mai 1933 schließt die chinesische Führung angesichts der inneren Instabilität einerseits (Bürgerkrieg zwischen Kuomintang und Kommunisten) und andererseits der offen ausgesprochenen Drohung eines japanischen Einmarschs in Peking einen Waffenstillstand und erkennt darin die japanischen Ansprüche auf die Mandschurei an, trotz der bis dato von Japan bereits begangenen Gräueltaten, denen dort später auch die Kriegsverbrechen und Menschenversuche der Einheit 731 folgen werden.
Nach einem zwar in erster Instanz missglückten (das Kriegsrecht wird nicht verhängt), jedoch im Endeffekt als äußerst blutig anzusehenden Staatsstreich am 15. Mai 1932, der das Vertrauen der Japaner in ihre Parlamentarier vollkommen erschüttert, übernimmt das Militär und damit die Expansionisten die politische Führung in Japan.
Japan tritt 1933 aufgrund der scharfen Kritik und der Hoover-Stimson-Doktrin, die forderte, den Waffenstillstand als durch völkerrechtlich illegale Aktionen erlangten Vertrag international zu ignorieren, komplett aus dem Völkerbund aus. Die außenpolitische Position Japans verschiebt sich in diesen Jahren vollends hin zu einem aggressiven, totalitären Expansionismus.
Es kommt zu ersten Verträgen mit dem nationalsozialistischen Deutschland und dem faschistischen Italien (u. a. dem Antikominternpakt).

#### Bis Ende des Zweiten Weltkriegs

Kolonien verschiedener Kolonialmächte im Pazifikraum, 1. September 1939

Als Produkt des Zwischenfalls an der Marco-Polo-Brücke zwischen japanischen und chinesischen Truppen am 7. Juli 1937 kommt es zum zweiten Japanisch-Chinesischen Krieg, der von (vornehmlich chinesischen) Historikern auch als eigentlicher Beginn des Zweiten Weltkriegs angesehen wird. In dessen Verlauf erobern die japanischen Streitkräfte die gesamte chinesische Küste inklusive der Städte Shanghai, Nanjing, Kanton, Suzhou und Tsingtau (die ehemalige deutsche Kolonie Kiautschou), sowie die Insel Hainan. Es kommt hierbei zu einer Vielzahl von Kriegsverbrechen, allen voran die als Massaker von Nanking in die Geschichtsbücher eingegangenen Ereignisse in der damaligen chinesischen Hauptstadt.
Im September 1940 schließt Japan den Dreimächtepakt mit NS-Deutschland und Mussolinis Italien; es übernimmt mit Zustimmung des Vichy-Regimes die Kolonien in Französisch-Indochina (Vietnam, Laos, Kambodscha) und unternimmt Bestrebungen, in Niederländisch-Indien, dem heutigen Indonesien, Fuß zu fassen. Die Ideologie der Großostasiatischen Wohlstandssphäre verbreitet sich.
Die japanischen Expansionsbestrebungen stoßen auf heftige Kritik der USA, die mit Ölembargos gegen Japan und der Verstärkung amerikanischer Militärpräsenz im Pazifik reagieren. Japan sieht sich dadurch wirtschaftlich an die Wand gedrängt, und der frisch gewählte Premierminister Tōjō Hideki lässt noch während der laufenden Friedensbemühungen am 7. Dezember 1941 den japanischen Angriff auf Pearl Harbor starten, der schließlich im Eintritt der USA in den sogenannten Pazifikkrieg resultiert (historisches Vorbild dazu: Russisch-Japanischer Krieg, Angriff auf Port Arthur). Die Intention dahinter war, durch Ausschaltung der amerikanischen Pazifikflotte freie Hand bei der Eroberung weiterer Kolonien im Pazifik zu erlangen.

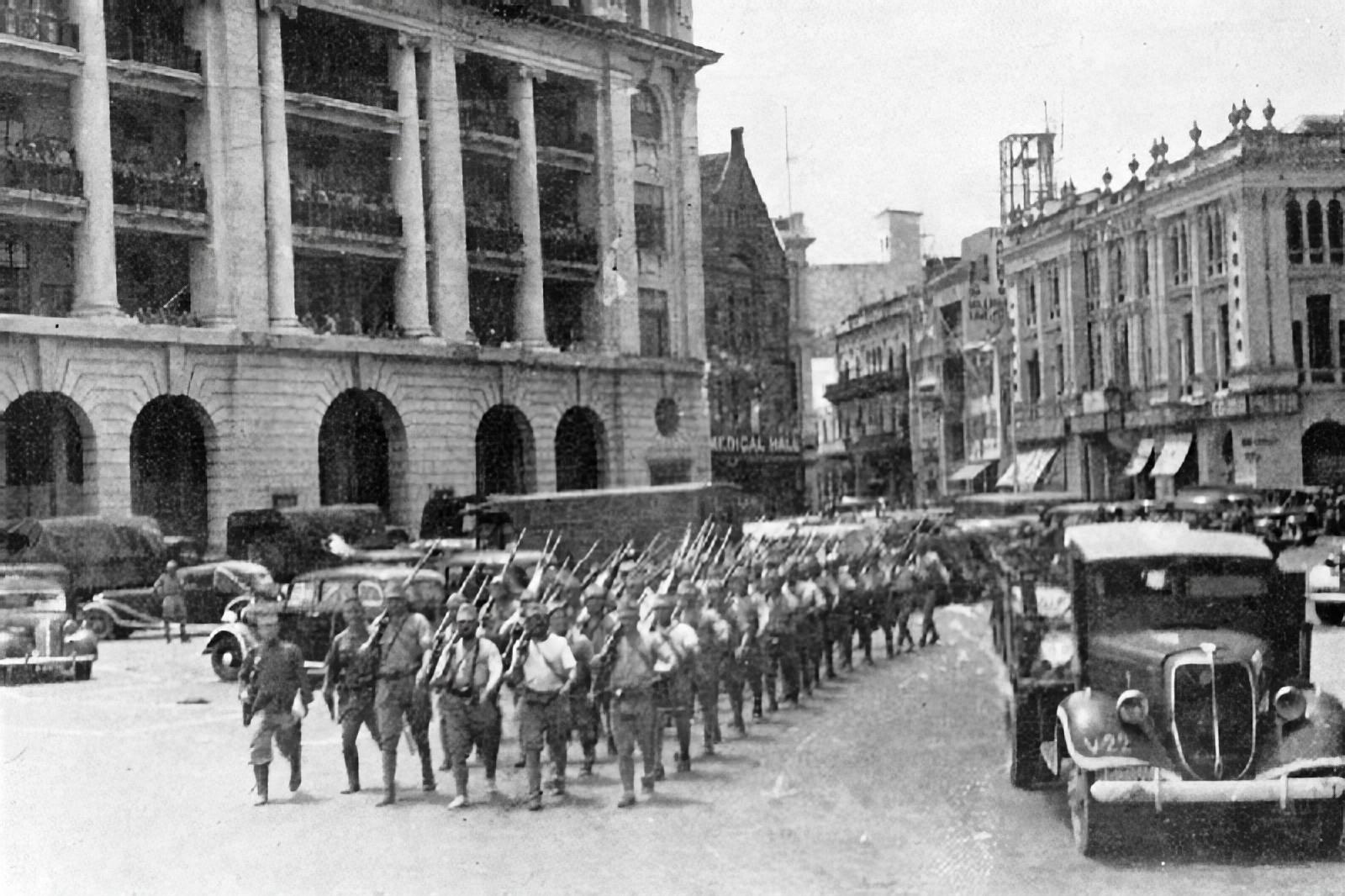
Einmarsch der japanischen Truppen in Singapur

Im Dezember 1941 zwingt Japan Thailand durch Truppeneinmarsch zur militärischen Allianz. Die japanischen Truppen besetzen Burma, Britisch-Malaya, Singapur, Borneo, Hongkong und auch Niederländisch-Indien. Bis zum Mai 1942 fallen auch die unter amerikanischer Herrschaft stehenden Philippinen, die Salomonen, sowie der Norden der Insel Neuguinea in japanische Hände. Von größtem Interesse für die japanischen Streitkräfte waren dabei die Ölfelder Sumatras und Borneos.
Mit der Niederlage in der blutigen und langgezogenen Schlacht um Guadalcanal beginnt der Siegeszug der Amerikaner im Pazifikkrieg. Japan verliert nach und nach weitere Territorien, die Amerikaner praktizieren die Taktik des „Island Hopping“ (Inselspringen).
Bis Kriegsende erkämpfen sich die Amerikaner ihren Weg bis zur Insel Okinawa, die zur Ryukyu-Inselgruppe gehört und eine der frühesten kolonialistischen Eroberungen Japans darstellt. Das Ende der kolonialistischen Bestrebungen Japans gehört zu den alliierten Kriegszielen (Kairoer Erklärung). Nach der Kapitulation Japans am 15. August 1945 werden die Ländereien und Inselgruppen neu verteilt; die Hauptfiguren der japanischen Expansionsbestrebungen aus Militär und Politik wurden in den sogenannten Tokioter Prozessen angeklagt, analog zu den Nürnberger Prozessen gegen die Führungsriege NS-Deutschlands.

### Verlust der Kolonien
- Korea wurde von den Siegermächten nach der Erklärung von Jalta entlang des 38. Breitengrades in zwei Besatzungszonen gespalten, den russisch-kommunistischen im Norden sowie den unter Verwaltung der USA stehenden Süden. Es kam im Juni 1950 zum Koreakrieg. Die Spaltung Koreas besteht bis in die Gegenwart.
- Taiwan steht wieder unter chinesischer Verwaltung und diente den im chinesischen Bürgerkrieg schließlich unterliegenden Kuomintang als Fluchtziel. Die Insel bildet den verbliebenen Hauptteil der von den Kuomintang gegründeten Republik China, was große Konflikte mit der kommunistischen Volksrepublik China mit sich zieht.
- Kambodscha, Laos und Vietnam erklärten 1945 ihre Unabhängigkeit, fielen aber zunächst wieder unter französische Kolonialherrschaft, erlangten dann aber als Folge des Indochinakriegs 1954 ihre Unabhängigkeit.
- Hongkong fiel zurück unter britische Administration, wurde dann im Jahr 1997 wie vertraglich festgelegt an China zurückgegeben.
- Die Mandschurei wurde zunächst von der Sowjetunion besetzt und 1946 gemäß den alliierten Kriegszielen (Kairoer Erklärung) an die Republik China übergeben. Heute ist sie Teil der Volksrepublik China.
- Indonesien erklärte zunächst seine Unabhängigkeit, wurde dann aber wieder von den Niederlanden als Kolonie in Besitz genommen, erlangte nach heftigen Aufständen und regelnder amerikanischer Intervention 1949 die Unabhängigkeit.
- Papua-Neuguinea wurde australisches Treuhandgebiet und 1975 unabhängig.
- Malaysia ging zunächst an Großbritannien zurück und wurde 1957 unabhängig.
- Die Ryukyu- und Bonin-Inseln gingen an die USA, wurden aber später an Japan zurückgegeben (Ryūkyū-Amami 1953, restliche Ryūkyū-Inseln 1972, Bonin 1968).
- Die Karolinen, Marianen sowie die Marshallinseln fielen unter amerikanische Herrschaft, sie wurden mit Ausnahme der Marianen in den 1980er und 1990er Jahren unabhängig.

### Nachwirkungen der Kolonialbestrebungen
Wie antijapanische Demonstrationen vor japanischen Einrichtungen in der Volksrepublik China im April 2005 (aufgrund der Veröffentlichung von Schulbüchern, die den japanischen Kolonialismus und Expansionismus beschönigen) zeigten, besteht auf japanischer Seite weiterhin ein Klärungsbedarf der eigenen Geschichte in dieser Periode. Seit 1945 entzündeten sich oftmals derartige internationale Konflikte zwischen Japan und den Staaten, die damals dessen Kolonialbestrebungen zum Opfer fielen.